# Julie Rotblatt-Amrany
Julie Rotblatt-Amrany est une artiste peintre et sculptrice américaine née en 1958 à Chicago, aux États-Unis.
Elle est reconnue pour ses œuvres emblématiques en bronze qui ornent des lieux publics et célèbrent des figures historiques, sportives et culturelles.

## Biographie

### Jeunesse et études
Julie Rotblatt-Amrany naît en 1958 à Chicago en Illinois. Elle grandit à Highland Park, un quartier situé au nord de la métropole américaine.
Elle quitte Chicago pour poursuivre des études d’art, notamment à l’université de Bordeaux en France, à l’université du Colorado à Boulder et à l’Art Institute of Chicago. En 1985, elle s’installe à Pietrasanta, une ville renommée pour ses carrières de marbre, où Michel-Ange venait autrefois s'approvisionner. C’est là qu’elle rencontre Omri, qu’elle épouse en 1987. Ensemble, ils s’installent dans un kibboutz en Israël d'où il est originaire et où leur fils Itamar voit le jour.
Elle se dit inspirée par la physique et l'astronomie. « En tant qu'artiste, je crée principalement à partir d'une intuition, alors que le travail des scientifiques est de nature empirique. J'aimerais faire partie du lien qui comble le fossé entre l'art et la science. Sur ce chemin, j'observe le micro et le macro univers, les deux côtés d'une polarité naturelle qui, ensemble, forment un tout unifié. »

### Carrière
En 1992, elle crée avec Omri Amrany le Fine Art Studio of Rotblatt Amrany à Highwood, non loin d’où elle a grandi. 
En 1994, elle réalise avec lui la statue de Michael Jordan. Inaugurée le 1er novembre, The Spirit est installée devant les portes du United Center, le stade des Bulls de Chicago, avant d’être déplacée à l'intérieur après l'agrandissement de la salle. Elle devient l'une des attractions touristiques les plus populaires de Chicago. Elle créera plus tard les statues de deux autres joueurs de la franchise, Scottie Pippen et Johnny Kerr.

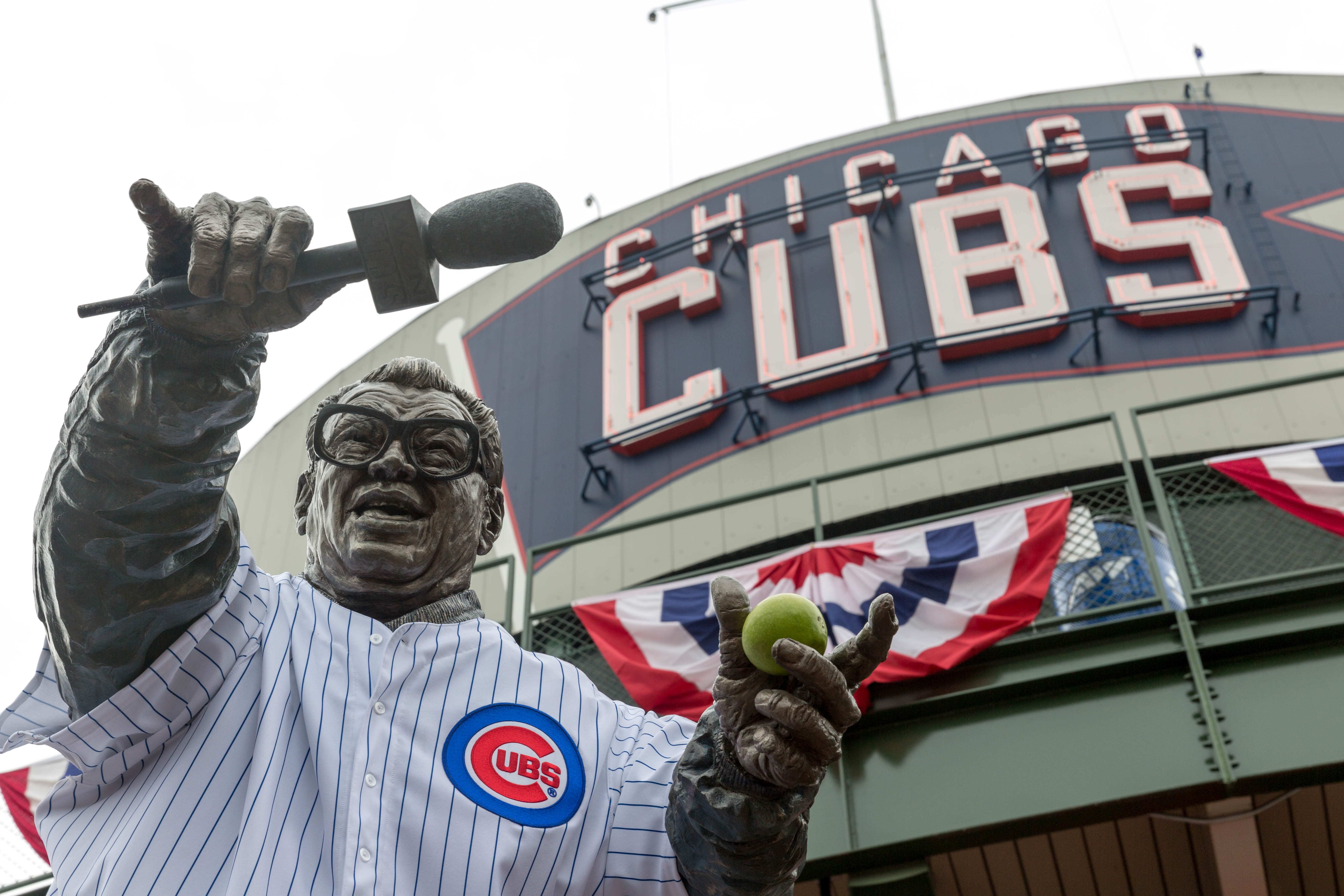
Statue du joueur de baseball Harry Caray, située à l'extérieur du Wrigley Field.

En 1999, la société Little Caesars Corporation, qui possède les Red Wings et les Tigers de Detroit, leur confie la réalisation de la statue du joueur de baseball Harry Caray, située à l'extérieur du Wrigley Field. C’est celle-ci qui lance réellement la carrière sportive du studio. Viennent ensuite les commandes des statues des joueurs des Tigers Ty Cobb, Al Kaline, Willie Horton, Hal Newhouser, Charlie Gehringer et Hank Greenberg que l’on trouve dans le Comerica Park. 
En 2021, elle réalise la statue du joueur de hockey sur glace Stanley Mikita des Blackhawks de Chicago, dévoilées à l'extérieur du United Center en octobre 2011.

## Œuvres majeures

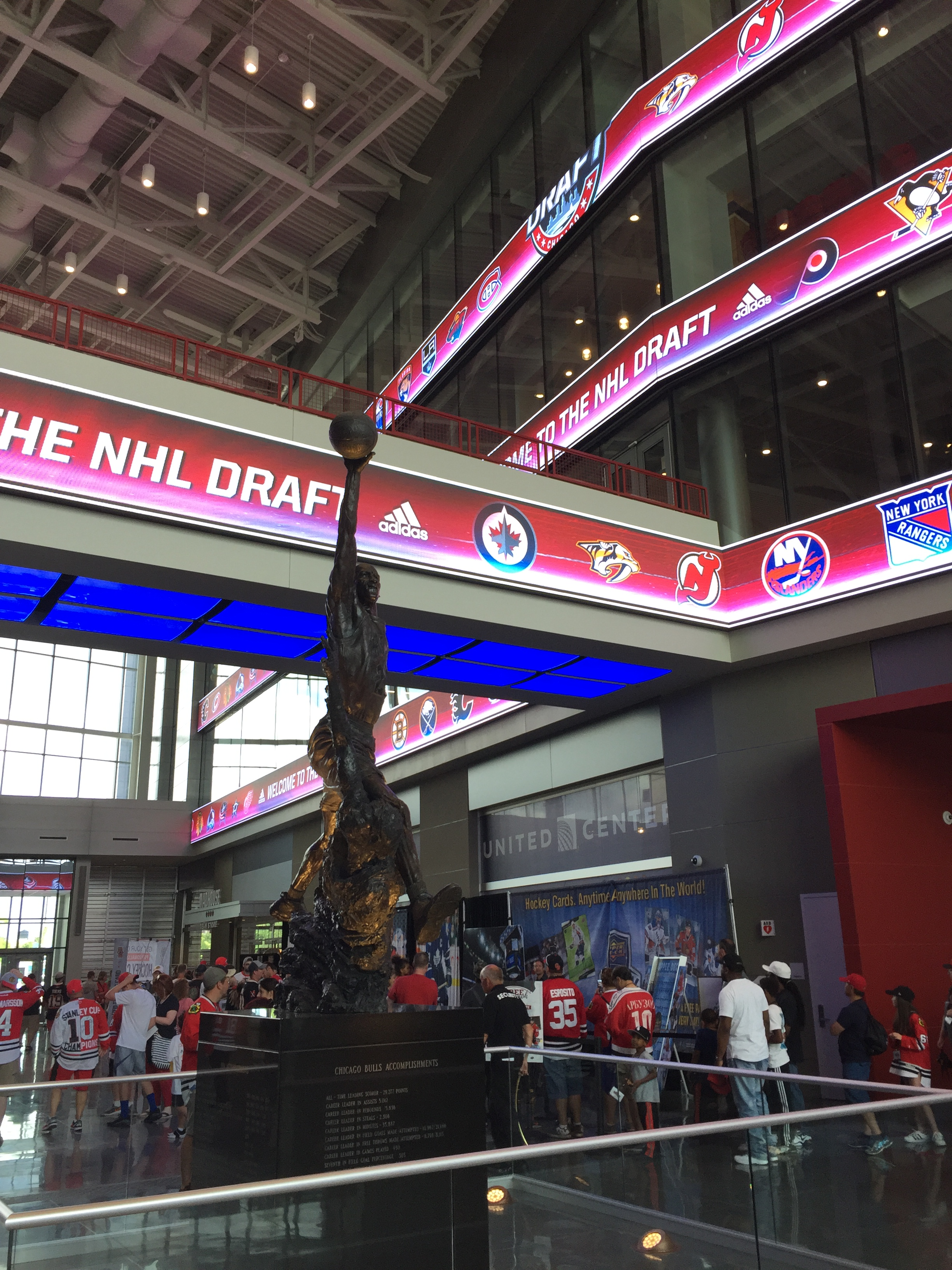
The Spirit statue de Michael Jordan.

- 1994 : The Spirit : Michael Jordan, Bulls de Chicago, United Center, Chicago[2]
- 2000 : Hall of Fame Players, Tigers de Detroit, Detroit Tigers Stadium, Detroit[2]
- 2010 : We Will Never Forget, Chicago Police Gold Star Families Memorial & Park, Chicago[4]
- 2010 : Chick Hearn, Lakers de Los Angeles, Staples Center, Los Angeles[5]
- 2011 : Stan Mikita, Blackhawks de Chicago  United Center, Chicago[2]

- 2011 : Scottie Pippen, Bulls de Chicago, United Center, Chicago[2]

- 2011 : Jerry West, Lakers de Los Angeles, Staples Center, Los Angeles[5]
- 2012 : Kareem Abdul Jabbar, Lakers de Los Angeles, Staples Center, Los Angeles[6]
- 2014 : Rosalind Franklin, Rosalind Franklin University of Medicine & Science, N. Chicago[7]
- 2015 : Solace (9/11 Memorial), City of Highwood, Highwood City Hall, Highwood[8]
- 2016 : John Wooden, université Purdue, Mackey Hall, West Lafayette[9]
- 2016 : LA Kings 50th Anniversary Memorial, Kings de Los Angeles, Staples Center, Los Angeles[10]
- 2017 : The Quintessential Engineer, Engineering Micro Nano Tech Lab, université de l'Illinois, Champaign[11]
- 2019 : David Beckham, Galaxy de Los Angeles, Carson[12]
- 2020 : A’ja Wilson, Université de Caroline du Sud Columbia[13]
- 2024 : Kobe et Gianna Bryant, Lakers de Los Angeles, Los Angeles[14]
- 2024 : Kobe Bryant, Lakers de Los Angeles, Los Angeles[15]